# Тайбэйский национальный технологический университет
Тайбэйский национальный технологический университет (англ. National Taipei University of Technology, NTUT, Taipei Tech, кит. 國立臺北科技大學) — государственный университет в Тайбэе, Тайвань. Университет является членом Глобального исследовательского и промышленного альянса (Gloria) Министерства науки и технологий и аккредитован AACSB. Расположенная в районе Даань Тайбэя, школа была основана в 1912 году как Школа промышленного обучения, одно из первых средних и высших учебных заведений на Тайване.
Нынешний президент университета — Си-Фуэ Ван. Университет является частью университетской системы Тайбэя, наряду с Национальным университетом Тайбэя и Тайбэйским медицинским университетом. Комплексные программы бакалавриата и магистратуры предоставляют степени в области STEM, а также дизайна, архитектуры, менеджмента, гуманитарных и социальных наук.
Кампус площадью 495 акров в центре Тайбэя был разделён на три части во время застройки города. Главный кампус (западный, восточный и южный) в Тайбэе теперь занимает всего 22 акра, рядом с обширным творческим парком Хуашань 1914 и районом Гуан Хуа, известным как Электрический город Тайбэя из-за магазинов компьютерных товаров и электроники.
NTUT занимает 469-е место в мире в 2022 году и 88-е место в Азии в 2021 году согласно рейтингу QS World University Rankings.

## История
Университет был основан как Школа промышленного обучения (工業講習所) в 1912 году. Учреждение претерпело несколько изменений названия и реорганизации во время японского колониального периода на Тайване. После того, как центральное правительство Китайской Республики обосновалось на Тайване в результате гражданской войны, в 1948 году это учреждение было переименовано в Тайбэйский провинциальный технологический институт (臺灣省立臺北工業專科學校) и служило как профессионально-технический колледж. В 1981 году он был переименован в Национальный Тайбэйский технологический институт (國立臺北工業專科學校). В 1990-х годах его статус был повышен до статуса университета, в результате чего в 1997 году его название было изменено на Национальный Тайбэйский технологический университет (國立臺北科技大學). В 2017 году NTUT стал партнёром Массачусетского технологического института в создании лаборатории Science City Lab @ Taipei Tech.

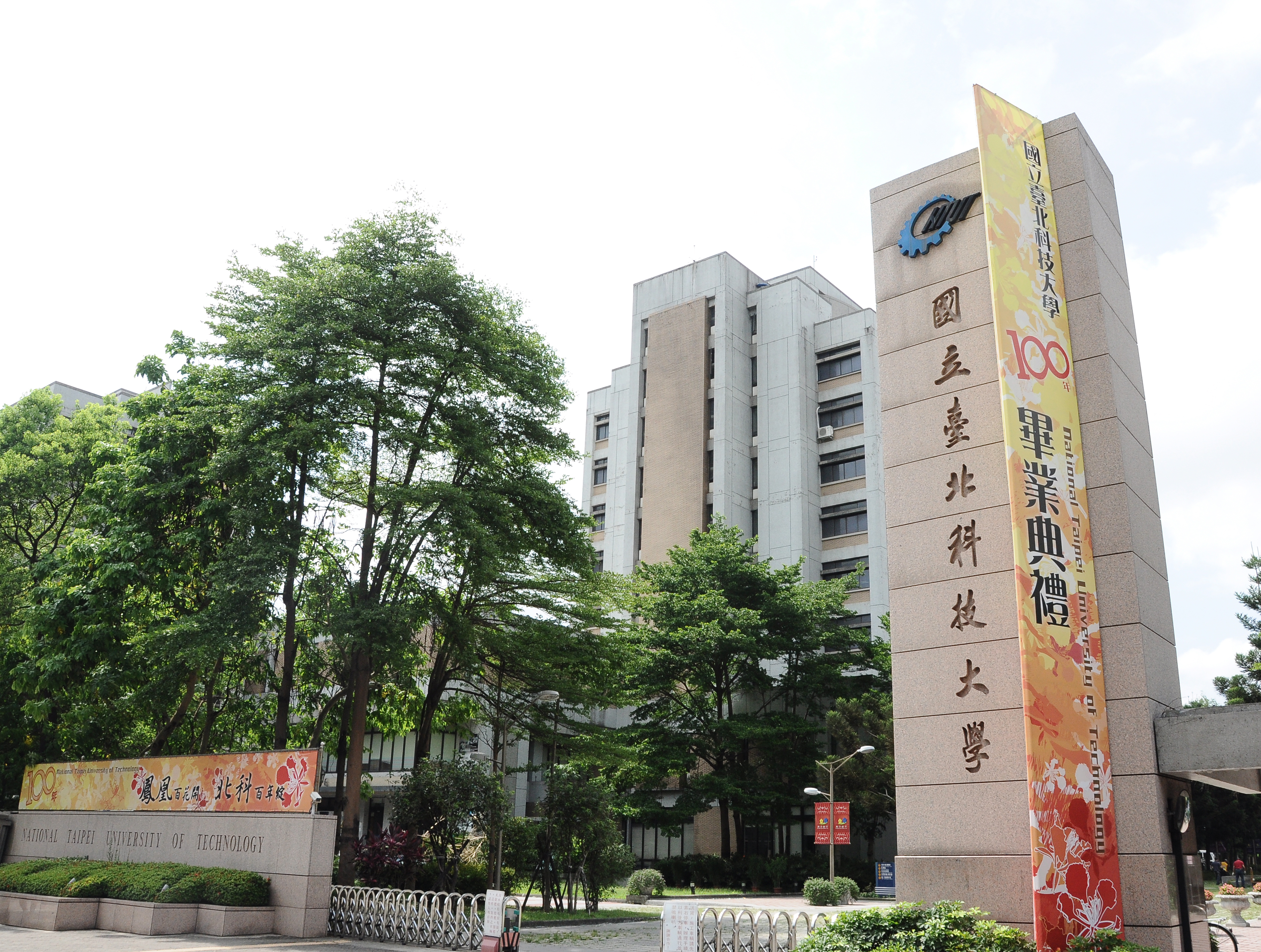
Главный вход NTUT на Zhongxiao East Rd. с баннером церемонии открытия 2011 года

## Академическая структура
NTUT включает в себя шесть колледжей (колледж электротехники и компьютерных наук; машиностроения и электротехники; инженерного дела; менеджмента; дизайна; колледж гуманитарных и социальных наук), два центра (педагогического образования и общеобразовательный центр) и одно управление (физической культуры). В настоящее время в университете работает 451 штатный преподаватель.

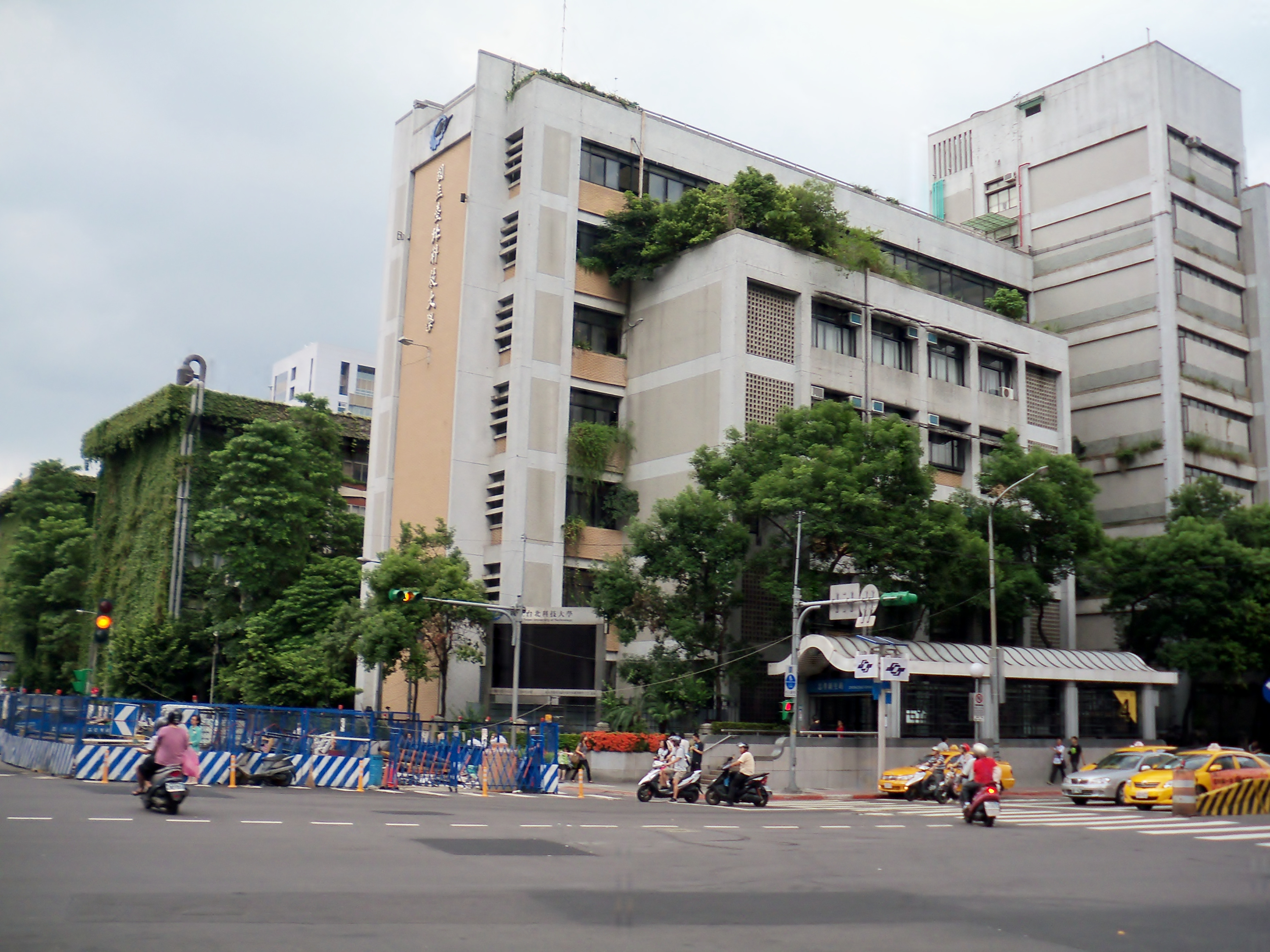
NTUT Design Building, вид с перекрёстка Zhongxiao East Rd. и Xinsheng South Rd. до завершения Зелёных ворот

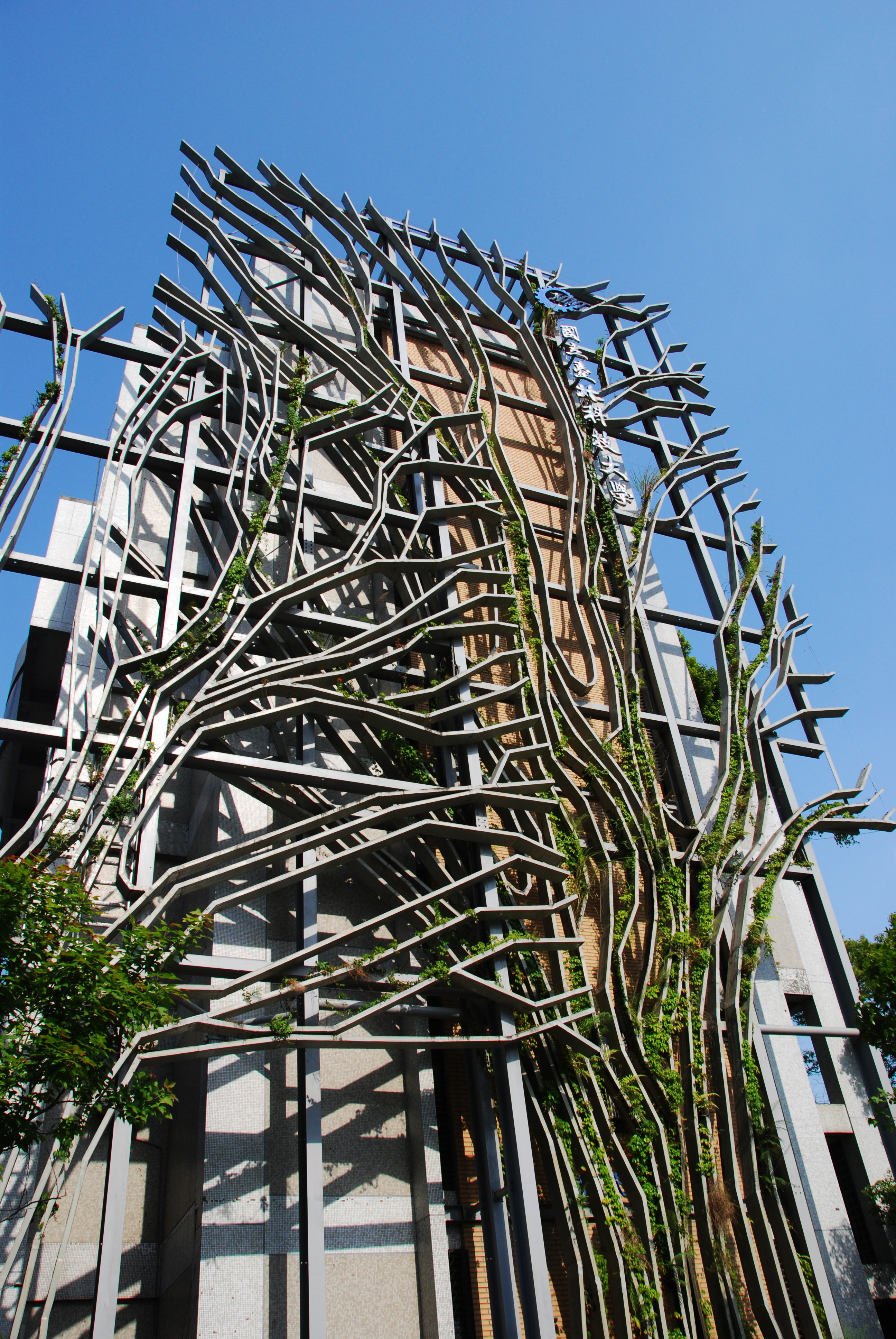
Зелёные ворота NTUT, заметное сооружение на перекрёстке Zhongxiao East Rd. и Xinsheng South Rd.

## Архитектура и ландшафт

### Зелёные ворота
Зелёные ворота были построены в 2010 году, чтобы сделать кампус более экологичным. Он получил специальное упоминание «Зелёный кампус» и «Самый благоприятный онлайн» на премии Taipei Landscape Award 2010.

## Рейтинги
NTUT занимает 488-е место в мире в 2021 году и 88-е место в Азии в 2021 году согласно рейтингу QS World University Rankings. NTUT также оценивается в областях компьютерных наук, информационных систем и инженерии — электротехники и электроники. NTUT занимает 151–200 место в мире по рейтингу трудоустройства выпускников QS за 2016 год.

## Известные выпускники
- Гарлем Ю[англ.], отмеченный наградами певец, автор песен и телеведущий.
- Ли Ши-чуань[англ.], генеральный секретарь Исполнительного Юаня[англ.] (2014-2015), заместитель мэра города Гаосюн.
- Ли Куйсянь, тайваньский писатель и поэт, известный тем, что писал стихи на тайваньском диалекте китайского языка, был номинирован на Нобелевскую премию по литературе Международной академией поэтов Индии.
- Митио Мадо, японский поэт, получил международную медаль Ханса Кристиана Андерсена в 1994 году за «длительный вклад в детскую литературу».
- Питер Цай[англ.], изобретатель маски N95[англ.][13].